# Dr. Török Béla Egységes Gyógypedagógiai Módszertani Intézmény, Óvoda, Általános Iskola, Szakiskola, Készségfejlesztő Iskola, Fejlesztő Nevelés-Oktatást Végző Iskola és Kollégium
A Dr. Török Béla EGYMI (hivatalosan Egységes Gyógypedagógiai Módszertani Intézmény, Óvoda, Általános Iskola, Szakiskola, Készségfejlesztő Iskola, Fejlesztő Nevelés-Oktatást Végző Iskola és Kollégium) a hallássérült gyermekek oktatásával és fejlesztésével foglalkozó intézmény Budapest XIV. kerületében. Fogyatékkal élő gyermekek számára óvodát, általános iskolát, szakiskolát, illetve kollégiumot tart fent, emellett az intézményben szakorvosi és audiológiai ellátás is elérhető. Gyógypedagógusoknak szurdopedagógiai módszertani intézményként szolgál.

## Az intézmény felépítése
Az intézmény jelenleg egy központi és két kihelyezett egységben működik.
- XIV. kerület, Rákospatak utca 101. (központ): intézményvezetés, óvoda, általános iskola, egységes gyógypedagógiai módszertani intézmény, kollégium, Nagyothalló Gyermekekért Alapítvány
- XIV. kerület, Szőnyi út 26/b: óvoda, általános iskola, fejlesztő nevelés-oktatás, kollégium
- XIV. kerület, Újváros park 1.:  szakiskolai nevelés-oktatás, készségfejlesztő iskolai nevelés-oktatás kollégium, Nagyothallók és Siketek Baráti Klubja (Nasiba Klub)

## Az intézmény története

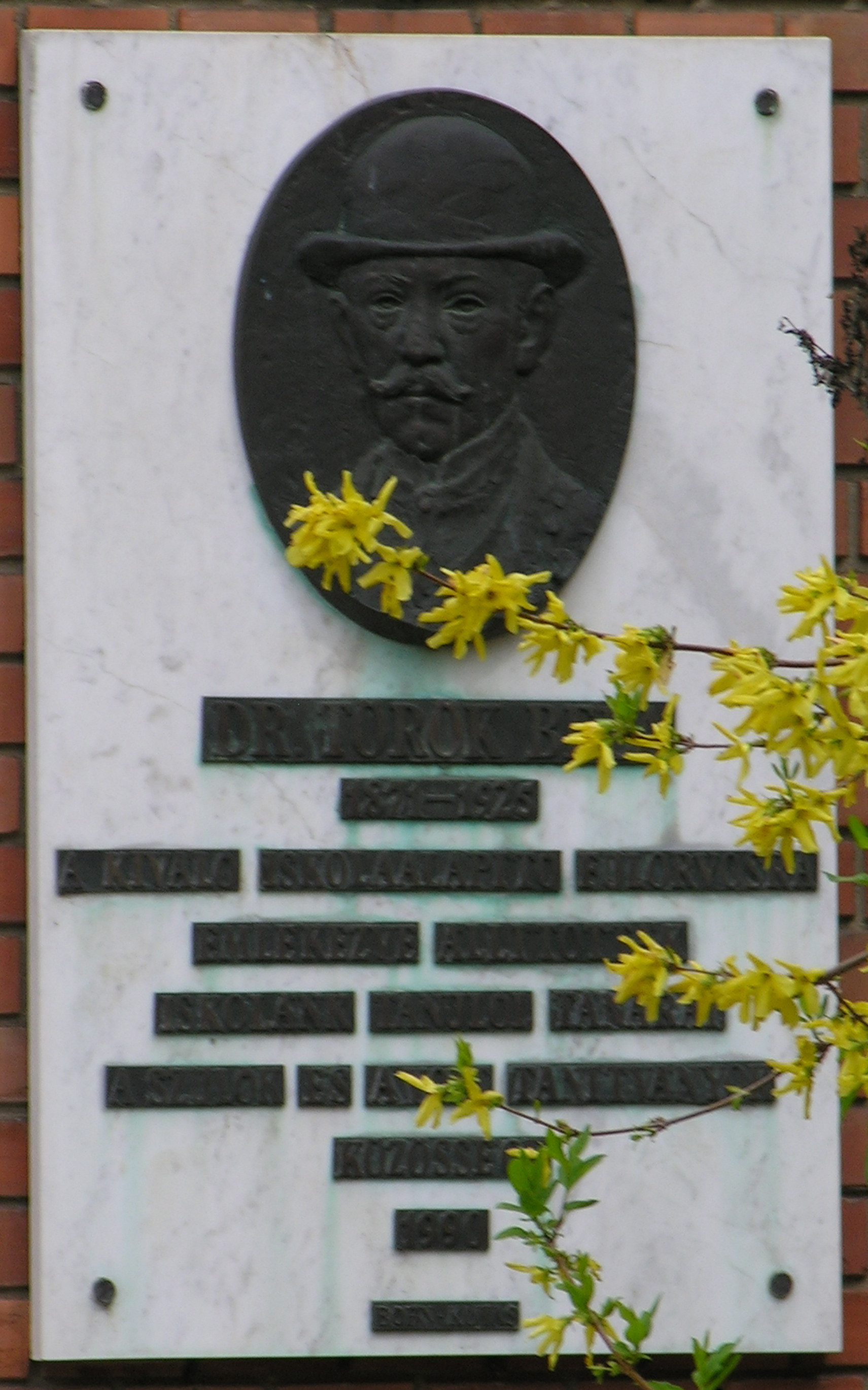
A névadó emléktáblája a központi épületen (Kutas László alkotása)

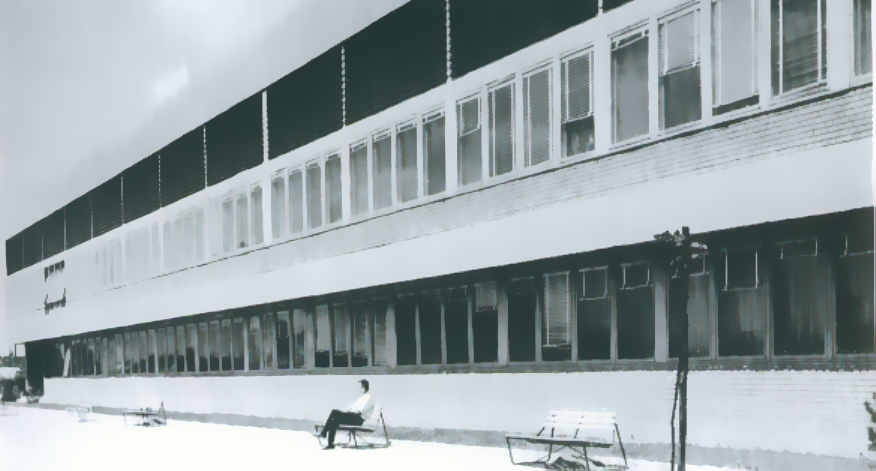
Az intézmény főépülete az átadás idején

Az intézmény névadója, Török Béla, aki fülorvosi munkájának köszönhetően nagy tekintélyre tett szert Budapest vezetése előtt, céljául tűzte ki az addig szétszórtan működő fővárosi nagyothallóképzés egy önálló iskolába koncentrálását. Ezt a tervét 1925-re sikerült megvalósítania. A mai intézmény elődje Nagyothallók Iskolája névvel az év december 19-én nyílt meg az I. kerületi Toldy Ferenc utcában, igaz, Török akkor már néhány hete halott volt. 1934-ben vette fel az iskola megálmodója nevét. A következő év hozta az intézmény első költözését, a Rökk Szilárd utcába került, majd 1946-ban a Gyáli útra, 1950-ben a VII. kerületbe költöztették, előbb a Kazinczy utca 27.-be, 1954-ben a Dohány utca 65.-be, az állandó névváltoztatások közepette ekkor Török doktor neve lekerült a tábláról, és Nagyothalók Fővárosi, később Általános Iskolája lett a hivatalos név. Az 1960-as években már előkészítették az országos intézménnyé válást, Bárczi Gusztáv vezetésével teljesen új pedagógiai módszereket vezettek be.
1965-ben költözhetett az iskola jelenlegi, Zalaváry Lajos tervezte épületébe. Az általános iskola új egységekkel bővült. A kollégiumi rész lehetővé tette a vidéki tanulók felvételét, az óvoda a képzés „lefelé” bővítését.
Az intézmény napjainkban is működik, tagja az EGYMI Országos Egyesületének. A 2014/2015-ös tanév első tanügyi műhelyfoglalkozásának 2014. október 8-án. a Dr. Török Béla Óvoda, Általános Iskola, Speciális Szakiskola, EGYMI és Kollégium Újváros parki tagintézménye adott otthont.
Szakmai összejövetelükön az intézmény igazgatóhelyettese, Dr. Farkasné Kovács Beáta tartott előadást „Igények, utak az SNI szakképzésben” címmel, az előadást vita és megbeszélés követte.